# Lara Croft: Tomb Raider (film)
Lara Croft: Tomb Raider är en amerikansk film från 2001 i regi av Simon West. 
Filmen är den första i en serie baserad på datorspelet Tomb Raider och dess huvudrollsfigur Lara Croft.

## Handling
Lara Croft (Angelina Jolie) upptäcker en nyckel som hennes far lämnat efter sig, en nyckel som det hemliga sällskapet Illuminati vill ha för att med hjälp av den kommande planetkonjunktionen kunna påverka tiden.

## Rollista
| Angelina Jolie    | – Lara Croft                  |
| Jon Voight        | – Lord Richard Croft          |
| Iain Glen         | – Manfred Powell              |
| Noah Taylor       | – Bryce                       |
| Daniel Craig      | – Alex West                   |
| Richard Johnson   | – Gentleman                   |
| Chris Barrie      | – Hillary                     |
| Julian Rhind-Tutt | – Mr. Pimms                   |
| Leslie Phillips   | – Wilson                      |
| Robert Phillips   | – Julius, Assault Team Leader |
| Rachel Appleton   | – Unga Lara                   |